# Muttontown
Muttontown és una població dels Estats Units a l'estat de Nova York. Segons el cens del 2000 tenia 3.412 habitants.

## Demografia
Segons el cens del 2000, Muttontown tenia 3.412 habitants, 1.022 habitatges, i 920 famílies. La densitat de població era de 216,3 habitants/km².
Dels 1.022 habitatges en un 47,6% hi vivien nens de menys de 18 anys, en un 83,6% hi vivien parelles casades, en un 3,5% dones solteres, i en un 9,9% no eren unitats familiars. En el 7,4% dels habitatges hi vivien persones soles el 2,5% de les quals corresponia a persones de 65 anys o més que vivien soles. El nombre mitjà de persones vivint en cada habitatge era de 3,34 i el nombre mitjà de persones que vivien en cada família era de 3,49.
Per edats la població es repartia de la següent manera: un 29,9% tenia menys de 18 anys, un 5,7% entre 18 i 24, un 23,4% entre 25 i 44, un 31,1% de 45 a 60 i un 9,8% 65 anys o més.
L'edat mediana era de 40 anys. Per cada 100 dones de 18 o més anys hi havia 91,7 homes.
La renda mediana per habitatge era de 184.386 $ i la renda mediana per família de 190.358 $. Els homes tenien una renda mediana de 100.000 $ mentre que les dones 53.846 $. La renda per capita de la població era de 88.020 $. Entorn del 2% de les famílies i el 3,4% de la població estaven per davall del llindar de pobresa.